# Agrodiaetus obsoleta
Agrodiaetus obsoleta är en fjärilsart som beskrevs av Hermann Stauder 1921. Agrodiaetus obsoleta ingår i släktet Agrodiaetus och familjen juvelvingar. Inga underarter finns listade i Catalogue of Life.